# A Night at Birdland Vol. 1
Albums de Art Blakey
Art Blakey & the Jazz Messengers
(1953) A Night at Birdland Vol. 2
(1954)
A Night at Birdland Vol. 1 est un album live du batteur de jazz Art Blakey, paru en 1954 pour le label Blue Note. L'enregistrement se déroule au club de jazz Birdland à New York en février 1954. Blakey forme un quintet constitué du trompettiste Clifford Brown, du pianiste Horace Silver, du saxophoniste Lou Donaldson et du contrebassiste Curly Russell.
L'album sort dans un premier temps au format LP 10 pouces (BLP 5037) puis LP 12 pouces (BLP 1521). L'album est aussi réédité en CD par Blue Note dont une version remastérisée par Rudy Van Gelder en 2001.

## Titres
L'album paru en 1957 contient six titres. Le premier morceau Split Kick est une composition de Silver qui s'inspire des changements d'accords du morceau There Will Never Be Another You. Le titre est déjà proposé trois ans plus tôt par le saxophoniste Stan Getz lors de sa seconde séance d'enregistrement mais l'introduction et le tempo sont ici réinterprétés par Silver.
A Night in Tunisia est une composition de Dizzy Gillespie devenue un classique de jazz et qu'il a initialement interprété au Kelly's Stable à New York au début des années 1940 lors de sa collaboration avec Benny Carter, puis plus tard reprise par le saxophoniste Charlie Parker ou encore le pianiste Bud Powell. Le dernier morceau Meyreh est une composition de Silver basée sur le morceau All God's Children Got Rhythm, une première version qui sera à nouveau réinterprétée quelques mois plus tard par Blakey lors d'un enregistrement studio pour EmArcy.
| N°     | Titre              | Compositeur                | Durée |
| ------ | ------------------ | -------------------------- | ----- |
| Face 1 |                    |                            |       |
| 1.     | Split Kick         | Horace Silver              | 8:44  |
| 2.     | Once In A While    | Bud Green, Michael Edwards | 5:18  |
| 3.     | Quicksilver        | Horace Silver              | 6:58  |
| Face 2 |                    |                            |       |
| 5.     | A Night in Tunisia | Dizzy Gillespie            | 9:20  |
| 6.     | Mayreh             | Horace Silver              | 6:19  |

### Éditions
Une version remastérisée par l'ingénieur Rudy Van Gelder de l'album d'origine est parue en 2001. L'album contient huit titres ; initialement parus au format LP 10 pouces, avec les titres de 2-4 sur BLP 5037et les titres 5, 6 sur 5038 puis l'ensemble de ces titres au format LP 12 pouces (BLP 1521).

## Enregistrement
Les enregistrements ont lieu le 21 février 1954 au club de jazz Birdland à New York. Un second album de ce concert A Night at Birdland Vol. 2 paraît également en 1954.
| Musicien       | Instrument     | Titre  |  | Équipe technique |                              |
| -------------- | -------------- | ------ |  | ---------------- | ---------------------------- |
| Clifford Brown | trompette      | 1-6    |  | Alfred Lion      | producteur                   |
| Lou Donaldson  | saxophone alto | 1, 3-6 |  | Leonard Feather  | liner notes d'origine        |
| Horace Silver  | piano          | 1-6    |  | Bob Bluementhal  | liner notes (réédition 2001) |
| Curly Russell  | contrebasse    | 1-6    |  | Rudy Van Gelder  | ingénieur                    |
| Art Blakey     | batterie       | 1-6    |  | Francis Wolff    | photographie                 |

## Réception
Les deux albums de ce concert sont considérés de grande qualité par le guide musical The Penguin Guide to Jazz et leur attribue un maximum de quatre étoiles.
L'auteur Michael G. Nastos écrit sur AllMusic que « cet enregistrement déclenche une première percée pour Blakey et le jazz moderne en général et détermine la façon dont le jazz peut être entendu au cours des décennies suivantes ».